# Temporada 1983 de la CART IndyCar World Series
La temporada 1983 de la CART IndyCar World Series fue la quinta temporada de la Championship Auto Racing Teams, se corrieron 13 carreras, comenzando en Hampton, Georgia, el 17 de abril y concluyendo en Avondale, Arizona, el 29 de octubre. El campeón de la PPG CART IndyCar World Series fue el estadounidense Al Unser y el ganador de las 67.ª edición de las 500 Millas de Indianápolis fue el estadounidense Tom Sneva.
Las 500 Millas de Indianápolis volvería como competencia para ser puntuable tras la anterior disputa surgida entre la organización CART con la USAC por los sucesos de la disolución del Campeonato Liga de Carreras de 1980, pero seguiría siendo avalada por la USAC, al entregar el trofeo anual al campeón de la carrera bajo el nombre de Trofeo USAC Gold Crown, trofeo que reemplazaría al ya desaparecido Campeonato Nacional del USAC.

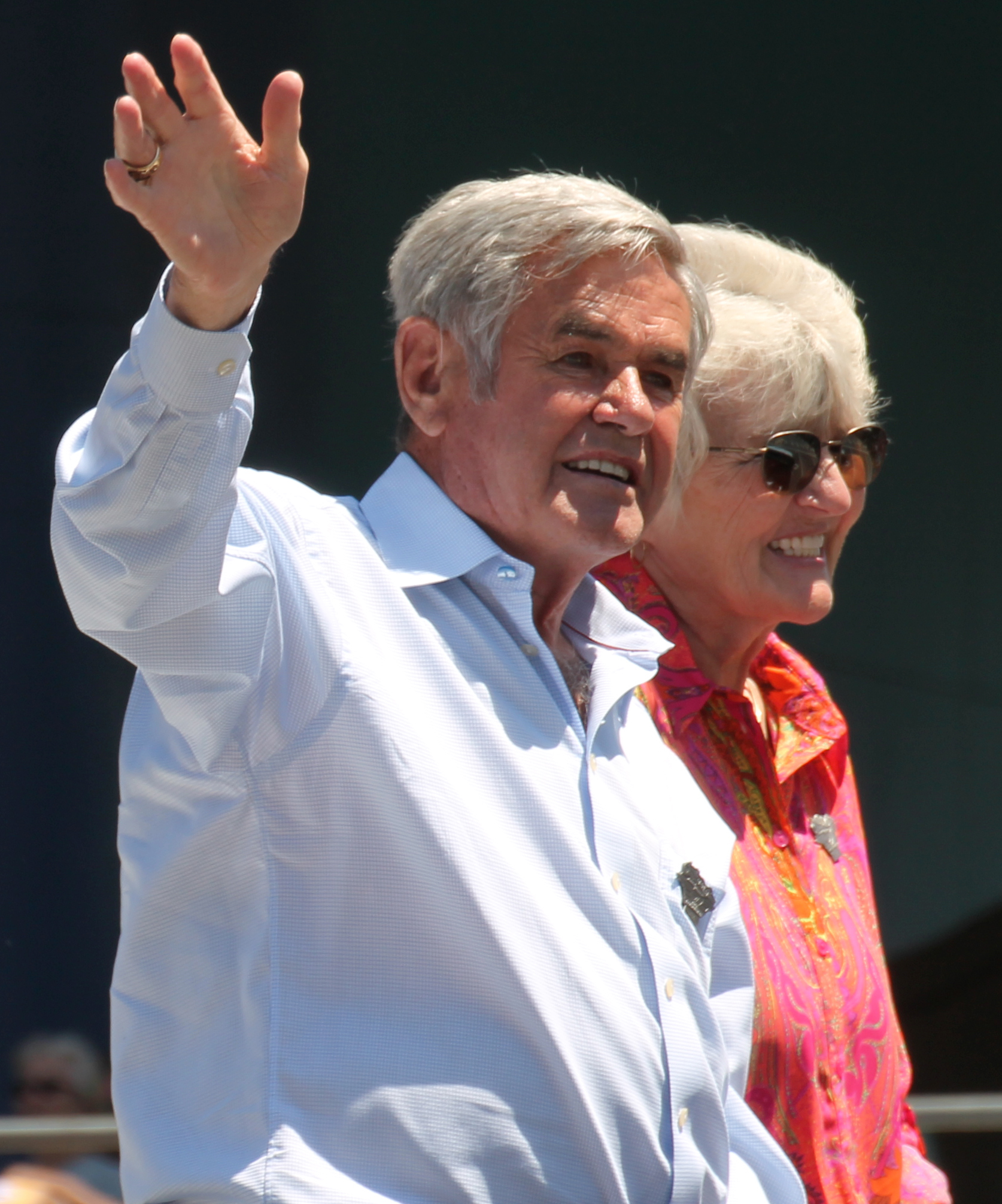
Al Unser Obtuvo el título de la en la temporada 1983 de la CART.

## Competencias disputadas

### Calendario y resultados
| Rond. | Fecha            | Comp.                                          | Circuito                        | Localización            | Pole Position  | Vuelta Rápida | Ganador         | Equipo Ganador         |
| ----- | ---------------- | ---------------------------------------------- | ------------------------------- | ----------------------- | -------------- | ------------- | --------------- | ---------------------- |
| 1     | 17 de abril      | Kraco Dixie 200                                | Atlanta Motor Speedway          | Hampton, Georgia        | Rick Mears     | 26.730        | Gordon Johncock | Patrick Racing         |
| 2     | 29 de mayo       | 67.ª edición de las 500 Millas de Indianápolis | Indianapolis Motor Speedway     | Speedway, Indiana       | Teo Fabi       | 2:53.582      | Tom Sneva       | Bignotti-Cotter Racing |
| 3     | 12 de junio      | Dana-Rex Mays 150                              | Milwaukee Mile                  | West Allis, Wisconsin   | Teo Fabi       | 26.259        | Tom Sneva       | Bignotti-Cotter Racing |
| 4     | 3 de julio       | Budweiser Cleveland 500                        | Burke Lakefront Airport         | Cleveland, Ohio         | Mario Andretti | 1:13.516      | Al Unser        | Penske Racing          |
| 5     | 17 de julio      | Michigan 500                                   | Michigan International Speedway | Brooklyn, Míchigan      | Teo Fabi       | 35.621        | John Paul Jr.   | VDS Racing             |
| 6     | 31 de julio      | Promi Veal 200                                 | Road America                    | Elkhart Lake, Wisconsin | Mario Andretti | 1:58.898      | Mario Andretti  | Newman/Haas Racing     |
| 7     | 14 de agosto     | Domino's Pizza 500                             | Pocono Raceway                  | Long Pond, Pennsylvania | Tom Sneva      | 46.912        | Teo Fabi        | Forsythe Racing        |
| 8     | 28 de agosto     | LA Times/Budweiser 500                         | Riverside International Raceway | Riverside, California   | Teo Fabi       | 1:30.887      | Bobby Rahal     | Truesports             |
| 9     | 11 de septiembre | Escort Radar Warning 200                       | Mid-Ohio Sports Car Course      | Lexington, Ohio         | Bobby Rahal    | 1:21.364      | Teo Fabi        | Forsythe Racing        |
| 10    | 28 de septiembre | Detroit News Grand Prix                        | Michigan International Speedway | Brooklyn, Míchigan      | Bobby Rahal    | 35.075        | Rick Mears      | Penske Racing          |
| 11    | 8 de octubre     | Gran Premio de Caesars Palace                  | Caesars Palace                  | Las Vegas, Nevada       | John Paul Jr.  | 34.888        | Mario Andretti  | Newman/Haas Racing     |
| 12    | 23 de octubre    | Cribari Wines 300k                             | Mazda Raceway Laguna Seca       | Monterey, California    | Teo Fabi       | 56.920        | Teo Fabi        | Forsythe Racing        |
| 13    | 29 de octubre    | Miller High Life 150                           | Phoenix International Raceway   | Phoenix, Arizona        | Teo Fabi       | 24.947        | Teo Fabi        | Forsythe Racing        |

     Óvalo
     Circuito

## Estadísticas Finales
| Pos. | Piloto                | ATL | INDY 500 | MIL | CLE | MIC R1 | ROA | POC | RIV | MDO | MIC R2 | CPL | LAG | PHX | Puntos |
| ---- | --------------------- | --- | -------- | --- | --- | ------ | --- | --- | --- | --- | ------ | --- | --- | --- | ------ |
| 1    | Al Unser              | 2   | 2        | 2   | 1*  | 2      | 3   | 11  | 11  | 4   | 5      | 4   | 11  | 4   | 151    |
| 2    | Teo Fabi              | 20  | 26       | 4   | 3   | 15     | 15  | 1*  | 2   | 1*  | 3      | 25  | 1*  | 1*  | 146    |
| 3    | Mario Andretti        | 5   | 23       | 18  | 15  | 3      | 1   | 7   | 16  | 2   | 4      | 1*  | 2   | 2   | 133    |
| 4    | Tom Sneva             | 14  | 1*       | 1*  | 5   | 25     | 4   | 12  | 5   | 7   | 21     | 15  | 18  | 3   | 96     |
| 5    | Bobby Rahal           | 21  | 20       | 6   | 19  | 5      | 10* | 5   | 1   | 3   | 2      | 9   | 7   | DNQ | 94     |
| 6    | Rick Mears            | 8*  | 3        | 3   | 7   | 4      | 17  | 3   | 19  | 9   | 1*     | 13  | 21  | 17  | 92     |
| 7    | Al Unser Jr.          | 6   | 10       | 13  | 9   | 7      | 2   | 2   | 4*  | 18  | 10     | 10  | 4   | 8   | 89     |
| 8    | John Paul Jr.         | 3   | DNQ      |     | 21  | 1*     | 5   | 29  | 3   | 20  | 7      | 2   | 26  | 11  | 84     |
| 9    | Chip Ganassi          |     | 8        |     | 13  | 8      | 21  | 26  |     | 25  | 6      | 3   | 3   | 5   | 56     |
| 10   | Pancho Carter         | 16  | 7        | 14  | 8   | 6      | 7   | 6   | 7   | 10  | 15     | 6   | 25  | 10  | 53     |
| 11   | Pete Halsmer          | 4   | DNQ      | 9   | 2   | 33     | 14  | 14  | 27  | 24  | 14     | 5   | 20  | 7   | 48     |
| 12   | Roger Mears           | 7   | 28       | 8   | 6   | DNQ    | 8   | 16  | 9   | 12  | 16     | 7   | 6   | 16  | 43     |
| 13   | Howdy Holmes          | 9   | 6        | 7   | 12  | 32     | 16  | 13  | 13  | 8   | 8      | 17  | 5   | 21  | 39     |
| 14   | Mike Mosley           | 13  | 13       | 5   | 4   | 17     | 25  | 4   | 24  | DNQ | 11     |     |     | 24  | 36     |
| 15   | Kevin Cogan           | 15  | 5        | 20  | 25  | 27     | 19  | 15  | 21  | 6   | 20     | 16  | 22  | 6   | 26     |
| 16   | Gordon Johncock       | 1   | 14       | 23  | 26  | 26     |     |     |     |     |        |     |     |     | 20     |
| 17   | Chris Kneifel         |     | 12       |     | 27  | 9      | 26  | 8   | 22  | 13  | 24     | 8   | 9   | 15  | 19     |
| 18   | Tony Bettenhausen Jr. | 10  | 17       | 10  | 18  | 18     | 12  | 10  | 8   | 14  | 9      | 21  | 14  | 18  | 19     |
| 19   | Steve Chassey         | 17  | 11       | 19  | 22  | 10     | 6   | 25  | 17  | DNP |        | 12  | 10  | 19  | 17     |
| 20   | Danny Ongais          |     | 21       | 12  | 28  | 23     | 18  | 24  | 10  | 5   |        |     |     |     | 14     |
| 21   | Geoff Brabham         |     | 4        |     |     | 22     |     |     | 18  |     | 12     | 20  | 16  |     | 13     |
| 22   | Josele Garza          |     | 25       |     | 17  | 19     | 11  | 9   | 20  | 23  | 17     | 11  | 12  |     | 9      |
| 23   | Tom Klausler          |     |          |     | DNP |        | 22  |     | 6   | DNP |        | DNQ |     |     | 8      |
| 24   | Jeff Wood             |     |          |     |     |        |     |     |     |     |        | 22  | 8   |     | 5      |
| 25   | Scott Brayton         |     | 9        |     | 24  | 12     |     | 28  |     | DNP | 13     | 26  |     |     | 5      |
| 26   | Derek Daly            | 22  | 19       |     | DNS |        | 9   |     |     | 22  |        | 18  | 23  | 22  | 4      |
| 27   | Michael Andretti      |     |          |     |     |        |     |     |     |     |        | 19  | 24  | 9   | 4      |
| 28   | Desiré Wilson         |     | DNQ      |     | 10  |        | 20  | 31  | 14  | 16  |        | 23  | 19  | 13  | 3      |
| 29   | Dick Simon            | DNQ | 15       | 11  |     | 14     | 13  |     | 25  | 15  | 19     | 14  |     | 23  | 2      |
| 30   | Jim McElreath         | 11  |          |     |     | 13     |     | 23  |     | DNP |        |     |     |     | 2      |
| 31   | Greg Leffler          |     | DNQ      |     | DNQ |        | 24  |     | 15  | 11  |        |     |     |     | 2      |
| 32   | Phil Krueger          | DNQ | DNQ      | 17  | 11  |        |     |     |     | 27  |        |     |     |     | 2      |
| 33   | Dick Ferguson         |     | DNQ      |     |     | 11     |     | 22  |     | DNP |        |     |     |     | 2      |
| 34   | Jerry Karl            |     | DNQ      | 16  | DNQ | 21     |     | 32  | 12  |     |        |     |     |     | 1      |
| 35   | Gary Bettenhausen     |     | DNQ      | 22  |     |        |     | 27  |     | DNS |        |     |     | 12  | 1      |
| 36   | Doug Heveron          | 12  | DNQ      |     |     |        |     |     |     |     |        |     |     |     | 1      |
| 37   | Randy Lewis           |     |          |     |     |        |     |     |     |     |        |     | 13  |     | 0      |
| 38   | Bill Alsup            | DNS | DNQ      | 21  | 20  | 16     |     | 20  |     | 19  | 22     |     | 27  | 14  | 0      |
| 39   | Tom Bigelow           |     | DNQ      | 15  | DNQ | 29     |     |     |     | DNP |        |     | 17  | DNQ | 0      |
| 40   | Bill Whittington      |     | 18       |     | 15  |        |     | 19  |     | DNP |        |     |     |     | 0      |
| 41   | Jorge Koechlin        |     | DNP      |     |     |        |     |     |     |     |        |     | 15  |     | 0      |
| 42   | Herm Johnson          |     | DNQ      |     | 16  | 24     | DNQ |     |     | 17  |        |     |     |     | 0      |
| 43   | Mike Chandler         |     | 16       |     |     | 31     |     |     |     | DNP |        |     |     |     | 0      |
| 44   | Patrick Bedard        |     | 30       |     |     | 28     |     | 17  |     |     |        |     |     |     | 0      |
| 45   | Chet Fillip           | 19  | 33       |     |     |        |     |     |     | DNQ | 18     |     |     |     | 0      |
| 46   | Johnny Rutherford     | 18  | DNQ      |     |     |        |     | 21  |     | DNP | 23     | 24  |     | 20  | 0      |
| 47   | Al Loquasto           |     | DNQ      |     |     |        |     | 18  |     |     |        |     |     |     | 0      |
| 48   | Don Whittington       |     | 27       |     |     | 20     |     | 33  |     |     |        |     |     |     | 0      |
| 49   | Bill Tempero          |     | DNQ      |     | 23  |        | DNQ |     |     | 21  |        |     |     |     | 0      |
| 50   | Johnny Parsons Jr.    |     | 22       |     |     | 30     |     |     |     | DNP |        |     |     |     | 0      |
| 51   | Phil Caliva           |     | DNQ      |     |     |        |     |     | 23  |     |        |     |     |     | 0      |
| 52   | Drake Olson           |     |          |     | DNQ |        | 23  |     |     |     |        |     |     |     | 0      |
| 53   | Dennis Firestone      |     | 24       |     |     |        |     |     |     |     |        |     |     |     | 0      |
| 54   | Chip Mead             |     | DNP      |     |     |        |     |     |     | 26  | 25     |     |     |     | 0      |
| 55   | Bob Ward              |     |          |     |     |        |     |     | 26  |     |        | DNQ |     | DNS | 0      |
| 56   | Steve Krisiloff       |     | 29       |     | DNQ |        |     |     |     |     |        |     |     |     | 0      |
| 57   | Chuck Ciprich         |     | DNQ      |     | DNP |        |     | 30  |     |     |        |     |     |     | 0      |
| 58   | A.J. Foyt             |     | 31       |     |     |        |     |     |     |     |        |     |     |     | 0      |
| 59   | George Snider         |     | 32       |     |     |        |     |     |     |     |        |     |     |     | 0      |
| 60   | Tom Bagley            |     |          |     | DNQ |        |     | 34  |     |     |        |     |     |     | 0      |
| -    | Richard Hubbard       |     |          |     | DNQ |        | DNQ |     |     | DNQ |        |     |     |     | 0      |
| -    | Barry Ruble           |     |          |     | DNQ |        | DNQ |     |     | DNP |        |     |     |     | 0      |
| -    | Teddy Pilette         |     | DNQ      |     | DNS |        |     |     |     |     |        |     |     |     | 0      |
| -    | Harry MacDonald       |     | DNQ      |     |     |        |     |     |     | DNP |        |     |     |     | 0      |
| -    | Mark Alderson         |     | DNQ      |     |     |        |     |     |     |     |        |     |     |     | 0      |
| -    | Jim Buick             |     | DNQ      |     |     |        |     |     |     |     |        |     |     |     | 0      |
| -    | Larry Cannon          |     | DNQ      |     |     |        |     |     |     |     |        |     |     |     | 0      |
| -    | Bob Frey              |     | DNQ      |     |     |        |     |     |     |     |        |     |     |     | 0      |
| -    | Amber Furst           |     | DNQ      |     |     |        |     |     |     |     |        |     |     |     | 0      |
| -    | Spike Gehlhausen      |     | DNQ      |     |     |        |     |     |     |     |        |     |     |     | 0      |
| -    | Bob Harkey            |     | DNQ      |     |     |        |     |     |     |     |        |     |     |     | 0      |
| -    | Sheldon Kinser        |     | DNQ      |     |     |        |     |     |     |     |        |     |     |     | 0      |
| -    | Bob Lazier            |     | DNQ      |     |     |        |     |     |     |     |        |     |     |     | 0      |
| -    | John Mahler           |     | DNQ      |     |     |        |     |     |     |     |        |     |     |     | 0      |
| -    | Mack McClellan        |     | DNQ      |     |     |        |     |     |     |     |        |     |     |     | 0      |
| -    | Graham McRae          |     | DNQ      |     |     |        |     |     |     |     |        |     |     |     | 0      |
| -    | Dave Peperak          |     | DNQ      |     |     |        |     |     |     |     |        |     |     |     | 0      |
| -    | Roger Rager           |     | DNQ      |     |     |        |     |     |     |     |        |     |     |     | 0      |
| -    | Ken Schrader          |     | DNQ      |     |     |        |     |     |     |     |        |     |     |     | 0      |
| -    | Jerry Sneva           |     | DNQ      |     |     |        |     |     |     |     |        |     |     |     | 0      |
| -    | Rich Vogler           |     | DNQ      |     |     |        |     |     |     |     |        |     |     |     | 0      |
| -    | Bill Vukovich Jr.     |     | DNQ      |     |     |        |     |     |     |     |        |     |     |     | 0      |
| -    | John Morton           |     |          |     |     |        |     |     | DNQ |     |        |     |     |     | 0      |
| -    | Lee Kunzman           |     | DNP      |     |     |        |     |     |     |     |        |     |     |     | 0      |
| -    | Dave McMillan         |     | DNP      |     |     |        |     |     |     |     |        |     |     |     | 0      |
| -    | Bobby Olivero         |     | DNP      |     |     |        |     |     |     |     |        |     |     |     | 0      |
| -    | Bill Puterbaugh       |     | DNP      |     |     |        |     |     |     |     |        |     |     |     | 0      |
| -    | Larry Rice            |     | DNP      |     |     |        |     |     |     |     |        |     |     |     | 0      |
| -    | Dale Whittington      |     | DNP      |     |     |        |     |     |     |     |        |     |     |     | 0      |
| -    | David Leslie          |     |          |     |     |        |     |     |     | DNP |        |     |     |     | 0      |
| Pos. | Piloto                | ATL | INDY 500 | MIL | CLE | MIC R1 | ROA | POC | RIV | MDO | MIC R2 | CPL | LAG | PHX | Puntos |

| Color       | Resultados                    |
| ----------- | ----------------------------- |
| Oro         | Ganador                       |
| Plata       | 2° Lugar                      |
| Bronce      | 3° Lugar                      |
| Verde       | 4° y 5° Lugar                 |
| Azul claro  | 6° – 10° Lugar                |
| Azul oscuro | Finalizó (Fuera del Top 10)   |
| Púrpura     | No acabaron la carrera        |
| Rojo        | No lograron calificarse (DNQ) |
| Marrón      | No Arrancó (DNS)              |
| Negro       | Descalificado (DSQ)           |
| Blanco      | No Arrancó (DNS)              |
| Blanco      | Abandono por carrera (C)      |
| Sin color   | No participó                  |

| In-line notation                                                            | |
| Negrita                                                                     | Pole position (1 punto; excepto en Indy y Iowa)                                                            |
| 1 Como la clasificación fue cancelada, no se otorgan el punto al polesitter | |
| Cursiva                                                                     | Vuélta más rápida                                                                                          |
| *                                                                           | Mayor Número de vueltas lideradas (2 puntos)                                                               |
| DNS                                                                         | Piloto que no calificó No logró arrancar (DNS), gana la 1/2 de los Puntos por haber calificado/participado |
| Novato del Año                                                              | |
| Novato                                                                      | |

### Sistema de Puntuación
Los puntos para la temporada se otorgaron sobre la base de los lugares obtenidos por cada conductor (independientemente de que si el coche está en marcha hasta el final de la carrera):
| Posición | 1  | 2  | 3  | 4  | 5  | 6 | 7 | 8 | 9 | 10 | 11 | 12 |
| Puntos   | 20 | 16 | 14 | 12 | 10 | 8 | 6 | 5 | 4 | 3  | 2  | 1  |

#### Puntos de bonificación
- 1 Punto Para la Pole Position
- 1 Punto por liderar la mayoría de vueltas de la carrera